# 日垣秀彦
日垣 秀彦（ひがき ひでひこ）は、日本の生体医工学者。九州産業大学生命科学部教授。元日本機械学会バイオエンジニアリング部門長。

## 人物・経歴
1983年福岡県立修猷館高等学校、1987年九州大学工学部機械工学科卒業。1990年九州大学大学院工学研究科機械工学専攻修士課程修了。1991年九州大学工学部助手。1996年九州大学博士（工学）。1997年日本機械学会バイオエンジニアリング部門瀬口賞受賞、日本トライボロジー学会奨励賞受賞。1998年九州産業大学工学部機械工学科助教授。同年日本トライボロジー学会論文賞受賞。2003年九州産業大学工学部教授。2006年日本義肢装具学会土屋和夫論文賞受賞。専門は筋骨格系のバイオメカニクスや、関節のトライボロジーで、2011年度には日本機械学会バイオエンジニアリング部門長も務めた。2018年九州産業大学生命科学部教授。